# Lễ hoa hồng Portland

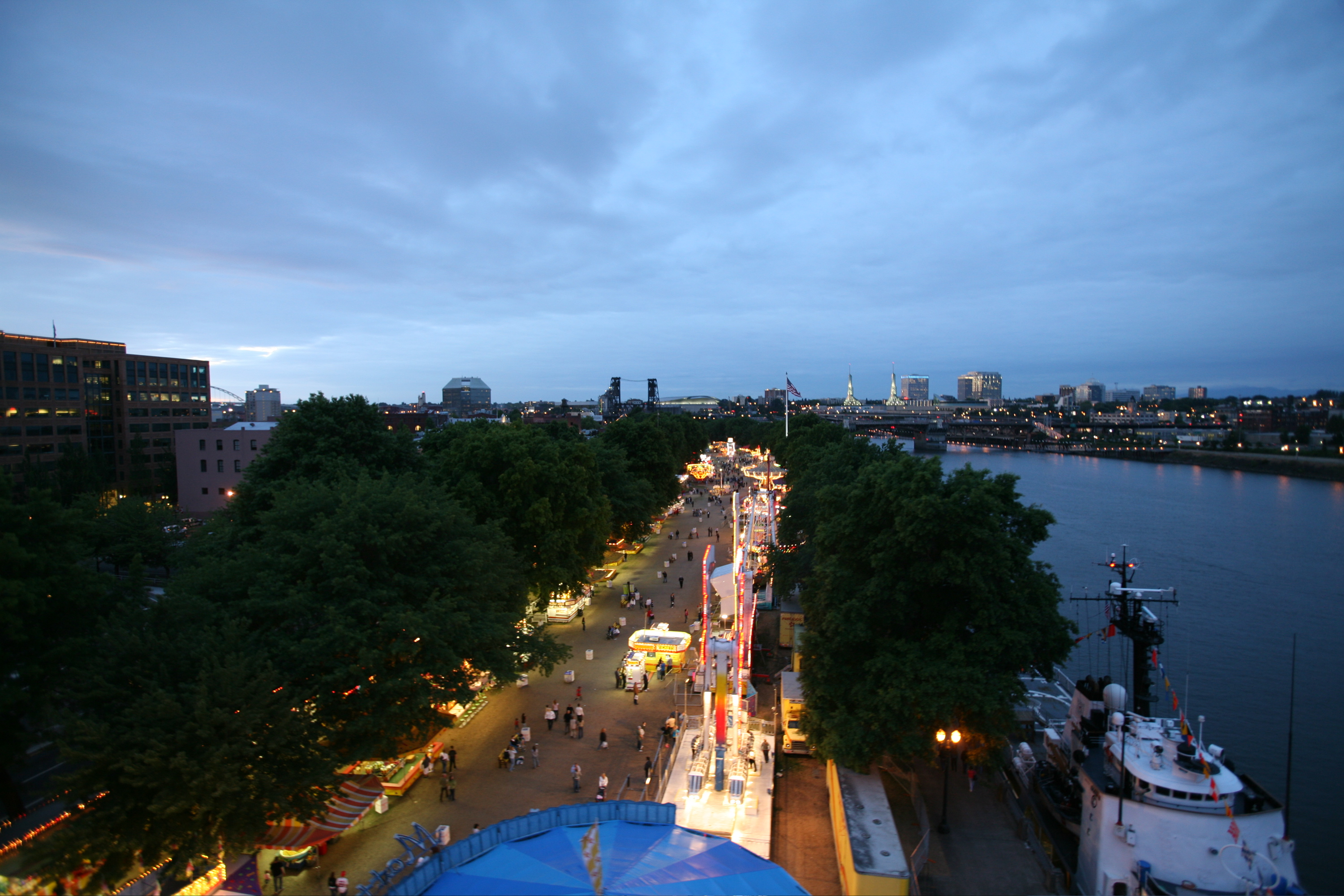
Công viên Bến sông Tom McCall ở trung tâm thành phố Portland vào dịp Lễ Hoa hồng 2007; phía bên phải là sông Willamette

Lễ Hoa hồng Portland (Portland Rose Festival) là một lễ hội dân sự hàng năm được tổ chức trong tháng sáu tại Portland, Oregon. Lễ hội được tổ chức bởi "Hội Lễ Hoa hồng Portland", một hội thiện nguyện bất vụ lợi với mục đích quảng bá du lịch cho vùng Portland.
Ý tưởng về lễ hội hoa hồng được trình bày cho công chúng trong diễn văn của thị trưởng Harry Lane vào lúc kết thúc triển lãm năm 1905, kỷ niệm 100 năm cuộc thám hiểm của Lewis và Clark. Lễ hội đầu tiên được tổ chức vào năm 1907.
Cuộc đại diễn hành hoa "Grand Floral parade" là trọng tâm của lễ hội và là cuộc diễn hành hoa lớn hạng nhì tại Hoa Kỳ. Hơn 500.000 người đứng theo dõi dọc theo con đường diễn hành làm cho sự kiện này trở thành sự kiện có khán giả lớn nhất Oregon.
Từ năm 1930, một "nữ hoàng" (queen) được chọn lựa từ trong nhóm đại diện gồm một học sinh trung học lớp 12 của mỗi trường trong vùng. Thành viên trong nhóm đại diện lúc xưa được gọi là "công chúa" (princess) nhưng sau này được gọi là các "đại sứ" (ambassador). Tuy nhiên, vừa qua trong tháng 1 năm 2007, thành viên trong nhóm đại diện được gọi là công chúa trở lại. Có một số trường không đồng ý với quyết định này nhưng có trường thì thỏa hiệp, thí dụ như trường trung học Grant gọi đại diện của trường là "Đại sứ công chúa" (Princess Ambassador).
Trong "Tuần Hạm đội" (Fleet Week), các tàu chiến thuộc Hải quân Hoa Kỳ, Tuần duyên Hoa Kỳ, Công binh Lục quân Hoa Kỳ và Hải quân Hoàng gia Canada cập bến dọc theo bờ kè của Công viên Bến sông Tom McCall.
Lễ hội còn có những sự kiện vui chơi và thể thao khác như cuộc đua xe tranh quán quân ở Đường đua Tốc độ Quốc tế Portland, đua thuyền rồng, diễn hành ban đêm, trình diễn pháo bông, hội chợ...

## Hình ảnh tham dự của cộng đồng Việt Nam tại Oregon trong lễ hoa hồng Portland 2009

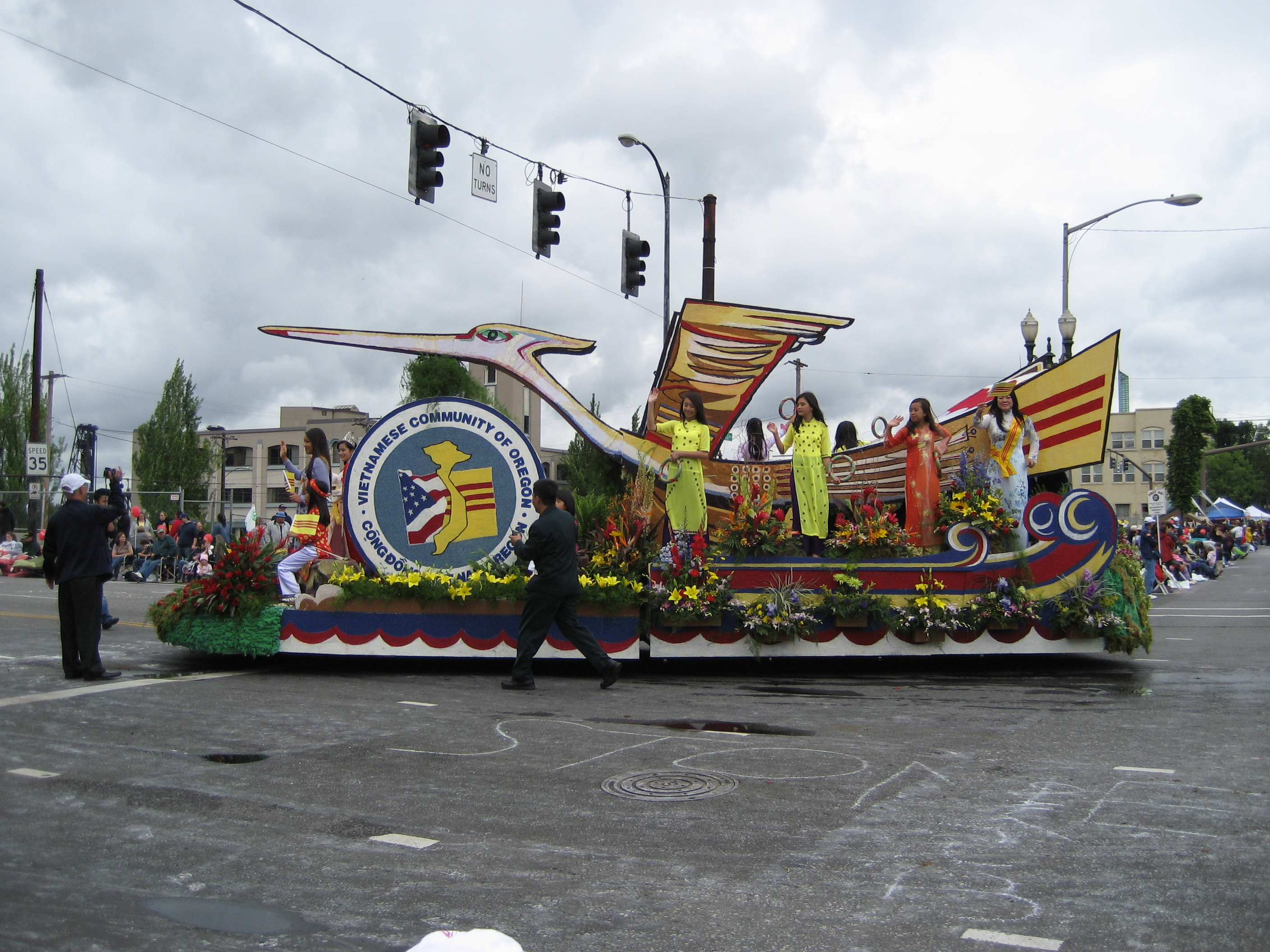
Xe hoa cộng đồng có tên là Freedom Bird có hình chim lạc Việt được thấy khắc trên trống đồng Ngọc Lũ.
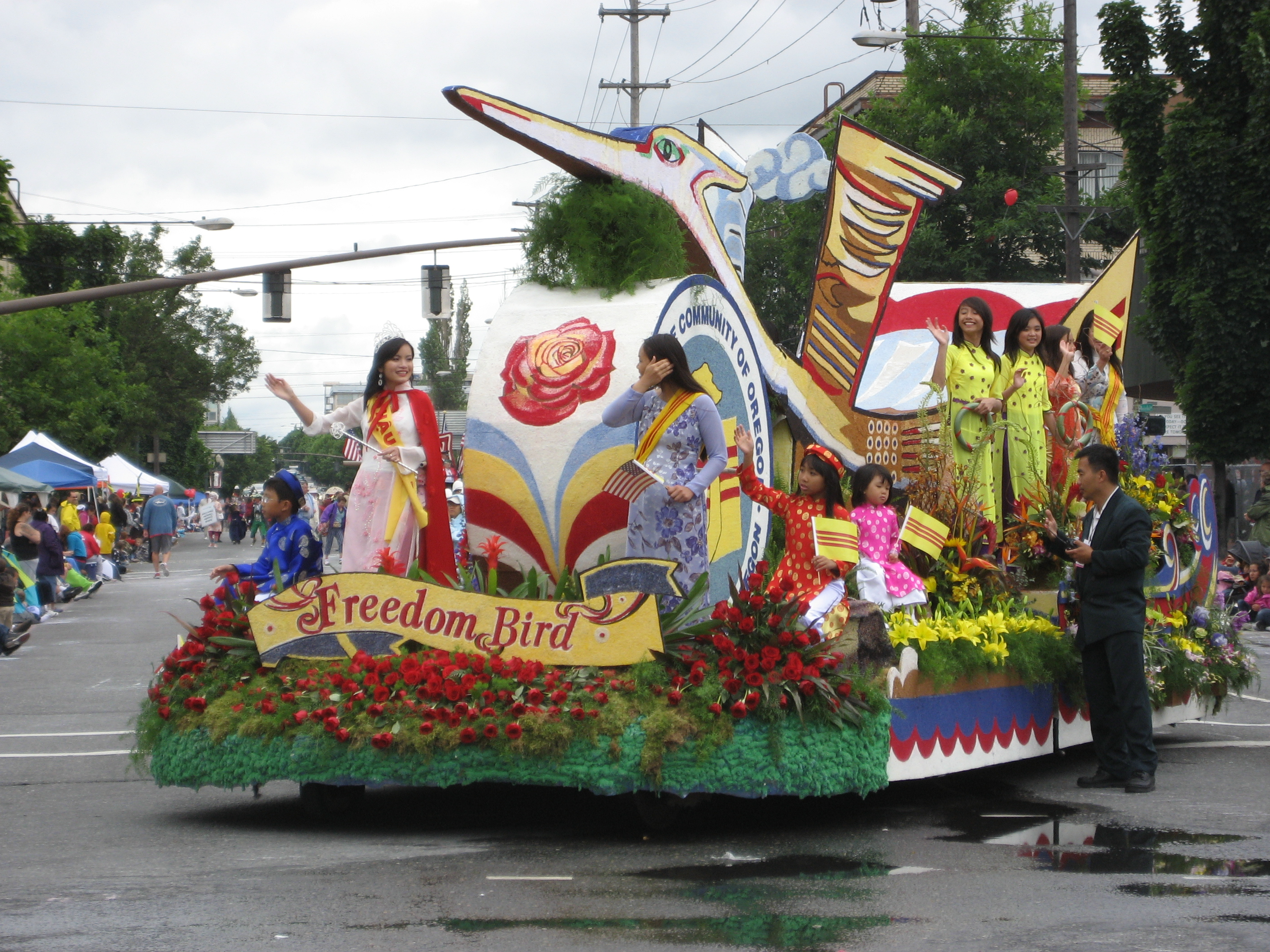
Đứng trên xe hoa là hoa hậu cộng đồng Việt Nam Tết 2009 (bên trái phía trước).
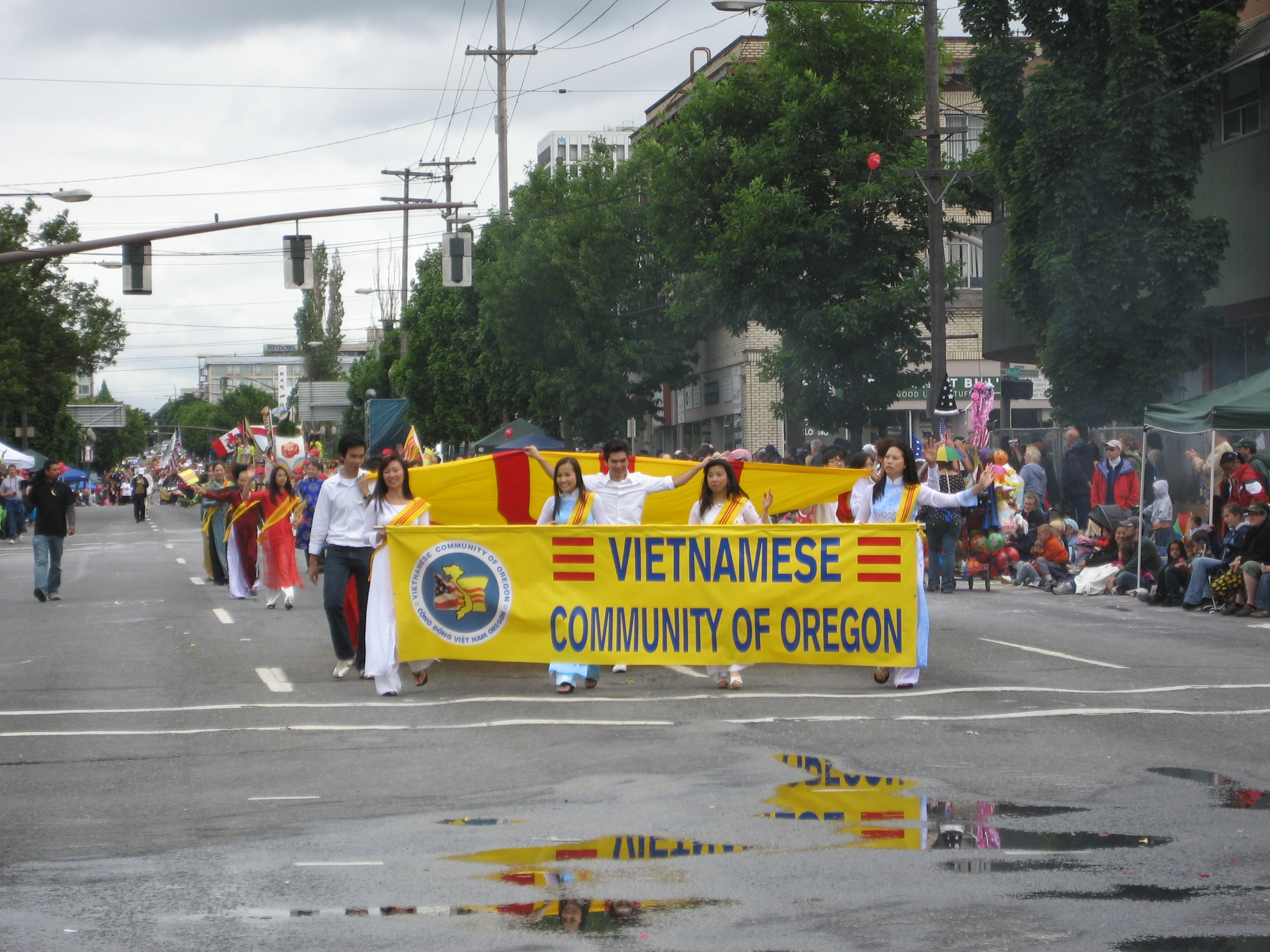
Biểu ngữ và quốc kỳ Việt Nam Cộng hòa đi phía trước xe hoa của cộng đồng.
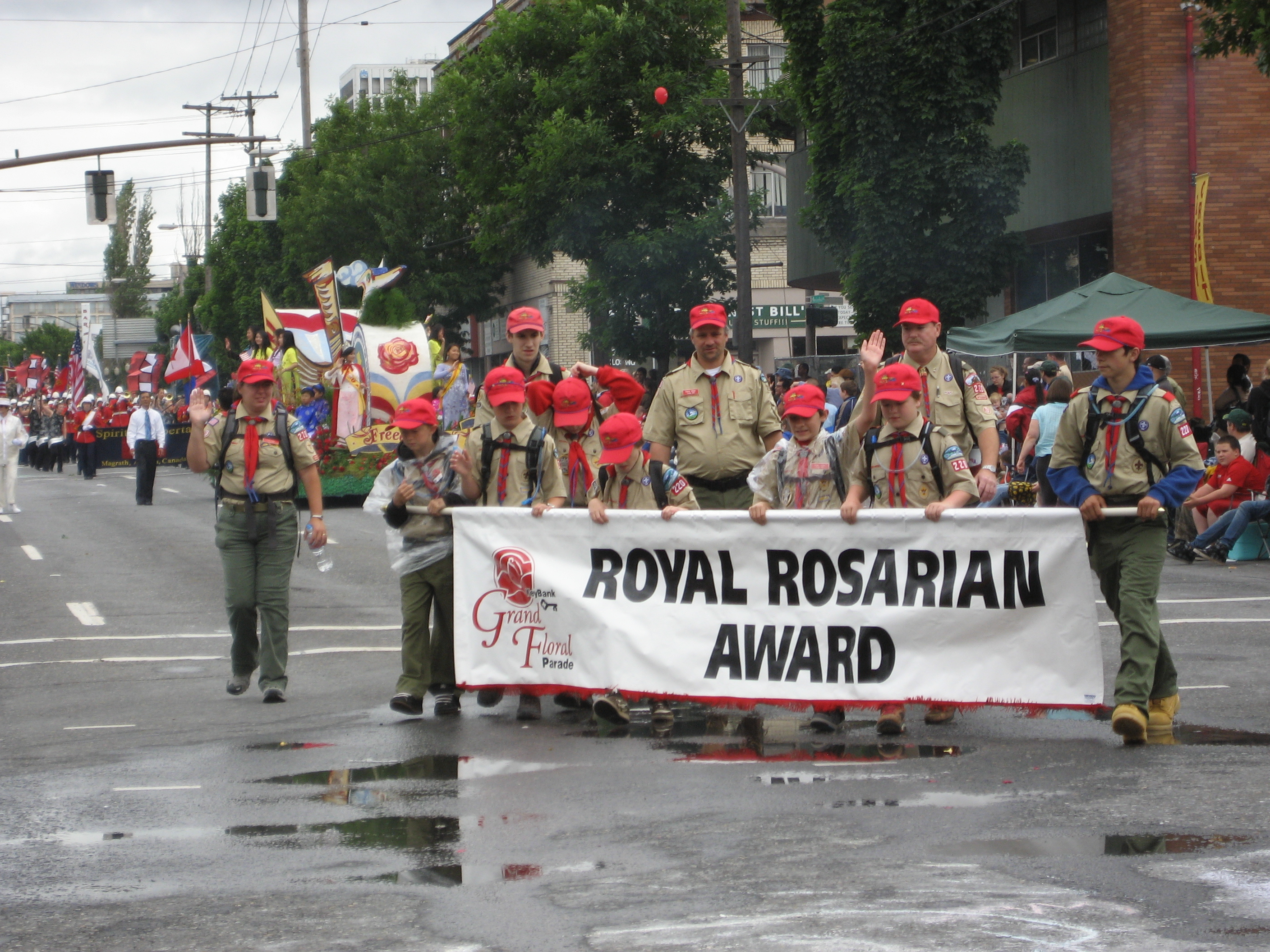
Bảng ghi giải thưởng Royal Rosarian cho xe hoa cộng đồng được Nam Hướng đạo Mỹ đảm trách mang đi phía trước xe hoa của cộng đồng